# یی مون‌یول
یی مون یول (کره‌ای: 이문열؛ انگلیسی: Yi Munyeol؛ زادهٔ ۱۸ مهٔ ۱۹۴۸) نویسنده اهل کره جنوبی است.